# John Stewart, 1. Earl of Lennox

Wappen des John Stewart, 1. Earl of Lennox

John Stewart, 1. Earl of Lennox (* um 1430; † 1495), war ein schottischer Adliger aus der Familie Stewart.
John war ein Sohn des Sir Alan Stewart of Darnley und dessen Gemahlin Catherine Seton. Er ist ein Nachfahre des John Stewart of Bonkyl. Sein Vater wurde 1439 ermordet, ein Jahr vorher wurde er noch als 8-Jähriger mit der 10-jährigen Margaret, Tochter des Alexander Montgomerie, 1. Lord Montgomerie verheiratet.
John Stewart wurde 1460 zum Lord Darnley und 1473 zum Earl of Lennox und Gutsherr der feudalen Baronie Torbolton erhoben. Er hatte aus seiner Ehe folgende Kinder:
- Marion Stewart, ⚭ Robert Crichton of Kinnoull
- Matthew Stewart, 2. Earl of Lennox († 1513)
- William Stuart († um 1504), Seigneur d’Oison
- John Stuart († um 1512), Seigneur d’Oison, ⚭ Mary, Tochter des Sir Thomas Sempill
- Robert Stuart (1470–1544), 4. Seigneur d’Aubigny, Marschall von Frankreich, ⚭ Anne, Tochter des Bernard Stewart, 3. Seigneur d’Aubigny
- Elizabeth Stewart, ⚭ Archibald Campbell, 2. Earl of Argyll
- Alexander Stewart († um 1509)
- Margaret Stewart, ⚭ John Colquhoun of Luss
- Janet Stewart, ⚭ Ninian Ross, 3. Lord Ross